# Schistidium rivulare
Schistidium rivulare (deutsch Bach-Spalthütchen oder Bach-Rotkäppchenmoos) ist eine Laubmoos-Art aus der Familie Grimmiaceae.

## Beschreibung
Die Pflanzen sind bis 15 Zentimeter lang, stark und unregelmäßig verzweigt und bilden mittelgroße bis große, olivgrüne oder dunkelgrüne bis schwärzliche, büschelige Rasen. Der Stämmchenquerschnitt zeigt einen deutlichen Zentralstrang. Die eiförmigen Blätter sind gekielt und oft einseitswendig, die Blattspitze ist spitz bis stumpf und gewöhnlich kahnförmig. Die sehr kräftige Blattrippe endet vor oder in der Blattspitze. Eine Glasspitze fehlt. Die Blattränder sind flach oder wenig zurückgebogen und in der oberen Blatthälfte oft durch vorspringende Zellecken gezähnt. Die Lamina ist gewöhnlich einzellschichtig, nur am Rand und im oberen Blattteil kann sie zum Teil zweizellschichtig sein. Die Zellen sind in der oberen Blatthälfte meist isodiametrisch.
Die Sporenkapseln sind in die Blätter eingesenkt, die geöffnete Urne ist halbkugelig und mindestens so breit wie lang. Die Exothecialzellen (Zellen der Außenschicht der Kapselwand) sind überwiegend isodiametrisch oder kurz rechteckig. In der Regel sind um die 8 Spaltöffnungen vorhanden. Die roten Peristomzähne sind 360 bis 540 Mikrometer lang, dicht papillös, fein gespitzt und zurückgebogen. Die Sporengröße ist meist 18 bis 24 Mikrometer.

## Standortansprüche
Schistidium rivulare wächst auf Silikatgestein an größeren Bächen und Flüssen, meist um und oberhalb der Mittelwasserlinie. Häufige Begleitmoose sind Sciuro-hypnum plumosum, Racomitrium aciculare, Platyhypnum duriusculum oder Schistidium apocarpum.

## Verbreitung
In Deutschland hat die Art ihre Hauptverbreitung in den silikatischen Mittelgebirgen, in Österreich im westlichen Bereich der Böhmischen Masse und in den Zentralalpen, in der Schweiz ebenso in den Alpen. Die Wuchsorte befinden sich von den Tälern aufsteigend bis auf etwa 2800 Meter Höhe.
Weltweit gibt es Vorkommen in Europa, in Teilen Asiens, in Nordamerika, in Australien, in Neuseeland und in der Antarktis.